# Jean Desbordes
Jean Desbordes (Rupt-sur-Moselle; Vosgos, 3 de mayo de 1906-París, 6 de julio de 1944) es un escritor y poeta francés. 

## Biografía
Desbordes nació el 3 de mayo de 1906, en una familia protestante. Asistió a la escuela primaria en Rupt-sur-Moselle y luego a la universidad en Remiremont. Fue un estudiante brillante, completó con éxito su bachillerato.Hasta 1925 vivió en el campo. Aparte de su madre, sus hermanas y sus animales, no ve a nadie.
Apasionado de la literatura, se topó, en su soledad, con un libro de Jean Cocteau, Le Grand Écart. Cautivado por su escritura, le envió una carta bajo el seudónimo de "Jean De List" con algunas páginas que él mismo había escrito. Jean Cocteau le respondió: "Tu fuego incendia las páginas... Cálmate...". Siguió un año de correspondencia febril. En 1926, se convierte en secretario de Jean Cocteau y mantiene con él una relación sentimental.
Tras siete años juntos, dejó a Cocteau y se fue a vivir con su madre y su hermana. Se casa con Madeleine Peltier el 12 de agosto de 1937.

## Trayectoria
En junio de 1928, Desbordes escribió el ensayo poético J'adore, prologado y lanzado a bombo y platillo por Jean Cocteau; incluso le reservó un papel en el cine en su película de 1930 Le Sang d'un poète.
Entre otras obras, publicó Les Tragédiens, una novela en 1931, La Mue, una obra de teatro en 1935 que se representó tres años más tarde en la Comédie-Française con el título L'Âge Ingraty Le Vrai Visage du marquis de Sade en 1939.
Publicó entre otros Les Tragédiens, novela en 1931, La Mue, obra de teatro en 1935 representada tres años después en la Comédie-Française bajo el título L'Âge Ingrat  y Le Vrai Visage du marquis de Sade en 1939.
Fue admitido en la Société des gens de lettres el 27 de abril de 1938.

### Resistencia
Durante la ocupación alemana, Desbordes se unió al Servicio de Inteligencia F2 bajo el seudónimo de Duroc. Dirigió el Réseau Marine F2, que vigilaba los movimientos marítimos en el Canal de la Mancha desde las bases submarinas, así como el arsenal, las fortificaciones y los aeródromos de Cherburgo. La información transmitida por el Réseau Marine F2 contribuyó al éxito del desembarco aliado en Normandía en junio de 1944.
Pero la vigilancia alemana se intensifica y en julio de 1944 es detenido, junto con otros 26 miembros de la red franco-polaca F2. El 5 de julio de 1944, el día en que Jean Cocteau cumplía 55 años, fue torturado por auxiliares franceses de la policía alemana (Gestapo) dirigidos por el alemán Friedrich Berger en el 180 de la rue de la Pompe de París. Murió torturado sin hablar el 6 de julio de 1944.

## Honores y homenajes
- Médaille de la Résistance française (decreto del 31 de marzo de 1947).[12]
- Croix d'Or de Virtuti Militari (Polonia) a título póstumo, como Wlodzimierz Kaczorowski.[13]
- Su nombre está grabado en el Panteón en la lista de escritores muertos por Francia durante la guerra de 1939-1945.
- En 2016, a raíz de una acción dirigida por Marie-Jo Bonnet, historiadora, y los hijos de las víctimas de la Gestapo en la rue de la Pompe, el Ayuntamiento de París adoptó la propuesta de "colocar una placa en homenaje a los resistentes torturados en el 180  rue de la Pompe en París, distrito 16", Deliberación de 26-27-28 de septiembre de 2016. Se concedió una subvención de 3.000 euros.

## Publicaciones
Ensayo poético: J'adore, Grasset, 1928.
Teatro: La Mue, Stock, 1935.
Novela: 
- Los trágicos, Grasset, 1931.
- Les Forcenés, Gallimard, 1937. Reedición: Edición Interstices, 2022, con prefacio de Marie-Jo Bonnet, “¡Señores, dejenme, me van a matar!” La muerte de Jean Desbordes, alias Duroc,ISBN 9 782956 756958.
- Le Crime de la rue Royale, Gallimard, 1938.

Biografía: Le Vrai Visage du Marquis de Sade, Éditions de la Nouvelle Revue Critique, 1939.